# 踊り子のように
「踊り子のように」（おどりこのように）は、日本の音楽グループ・ALFEEの4作目のシングル。

## 概要
- 前作「ラブレター」から3か月ぶりのシングル。
- 表題曲は後に高樹澪がリアレンジカバーでシングルとしても発表している。

## 収録曲
| 全作詞・作曲: 高見沢俊彦、全編曲: クニ河内。 |                          |            |            |      |
| #                                            | タイトル                 | 作詞       | 作曲・編曲 | 時間 |
| A面.                                         | 「踊り子のように」       | 高見沢俊彦 | 高見沢俊彦 | 3:30 |
| B面.                                         | 「さよならはさりげなく」 | 高見沢俊彦 | 高見沢俊彦 | 4:35 |

### 解説
1. 踊り子のように
2. さよならはさりげなく

## 収録アルバム
- TIME AND TIDE (#2)
- ALMIGHTY ALFEE (#1)
- BEST SELECTION II THE ALFEE (#1 new take)
- THE ALFEE SINGLE HISTORY VOL.I 1979-1982 (#1,2)
- ALFEE B面 コレクション (#2)

## 高樹澪のシングル

### 収録曲
両曲とも、編曲：チト河内
A面
1. 踊り子のように（3分9秒）
  - 作詞・作曲：高見沢俊彦

B面
1. 冬のボサノバ（3分52秒）
  - 作詞：高橋研、作曲：高見沢俊彦